# Správní obvod obce s rozšířenou působností Polička
Správní obvod obce s rozšířenou působností Polička je od 1. ledna 2003 jedním ze čtyř správních obvodů rozšířené působnosti obcí v okrese Svitavy v Pardubickém kraji. Čítá 20 obcí.
Město Polička je zároveň obcí s pověřeným obecním úřadem, přičemž oba správní obvody jsou územně totožné.

## Seznam obcí
Poznámka: Města jsou vyznačena tučně, městyse kurzívou.
- Borová
- Březiny
- Bystré
- Hartmanice
- Jedlová
- Kamenec u Poličky
- Korouhev
- Květná
- Nedvězí
- Oldřiš
- Polička
- Pomezí
- Pustá Kamenice
- Pustá Rybná
- Sádek
- Stašov
- Svojanov
- Široký Důl
- Telecí
- Trpín

## Obyvatelstvo
| Rok  | Obyv.  | ± %    |
| ---- | ------ | ------ |
| 1869 | 26 988 | —      |
| 1880 | 27 282 | +1,1 % |
| 1890 | 27 035 | −0,9 % |
| 1900 | 27 988 | +3,5 % |
| 1910 | 27 978 | −0 %   |

| Rok  | Obyv.  | ± %    |
| ---- | ------ | ------ |
| 1921 | 26 325 | −5,9 % |
| 1930 | 27 763 | +5,5 % |
| 1950 | 19 701 | −29 %  |
| 1961 | 20 319 | +3,1 % |
| 1970 | 19 434 | −4,4 % |

| Rok  | Obyv.  | ± %    |
| ---- | ------ | ------ |
| 1980 | 20 103 | +3,4 % |
| 1991 | 19 489 | −3,1 % |
| 2001 | 19 603 | +0,6 % |
| 2011 | 19 362 | −1,2 % |
| 2021 | 19 080 | −1,5 % |